# Chloritoïde
Le chloritoïde est une espèce minérale du groupe des silicates, sous-groupe des nésosilicates, dont le nom provient de sa ressemblance avec les micas de la famille des chlorites, en référence à leur couleur verte commune et les possibilités de clivages en fines lamelles. De formule chimique (Fe,Mg,Mn)2Al4Si2O10(OH)4, il se présente en cristaux aciculaires, ou en lamelles à bons clivages assez cassantes, à macles polysynthétiques, parfois groupés en rosettes, verts à gris verdâtre foncé. 

## Découverte
Ce minéral est découvert en 1837 par le minéralogiste allemand Gustav Rose dans les monts Oural. Sa localité type est le village Kosoi Brod, dans l'oblast de Sverdlovsk.

## Genèse
Les chloritoïdes se trouvent, mais rarement, comme altérations des roches volcaniques. Ces minéraux n'apparaissent que dans les roches riches en fer, magnésium et manganèse, et sont caractéristiques du métamorphisme de contact (marbres) mais surtout du métamorphisme régional, souvent de basse pression et basse température (schistes verts).